# Myxoderma longispinum
Myxoderma longispinum är en sjöstjärneart som först beskrevs av Ludwig 1905.  Myxoderma longispinum ingår i släktet Myxoderma och familjen Zoroasteridae. Inga underarter finns listade i Catalogue of Life.